# Parelumoides marginatus
Parelumoides marginatus är en kräftdjursart som beskrevs av Franco Ferrara och Helmut Schmalfuss 1983. Parelumoides marginatus ingår i släktet Parelumoides och familjen Eubelidae. Inga underarter finns listade i Catalogue of Life.